# Tiro nos Jogos Olímpicos de Verão de 2016 - Carabina deitado 50 m masculino
A prova da carabina deitado a 50 m masculino do tiro nos Jogos Olímpicos de Verão de 2016 decorreu a 12 de agosto no Centro Olímpico de Tiro.

## Formato da competição
O evento teve duas rondas. Na qualificação, cada atirador disparou em posição deitada 60 tiros com uma carabina longa de calibre .22 a 50 metros de distância do alvo. As pontuações subiram um ponto por cada tiro, até um máximo de dez.
Os oito melhores qualificaram-se para a final, onde os atletas dispararam seis tiros em 2x3 séries, com o menos bem classificado eliminado a cada ronda de tiros.

## Medalhistas
O campeão olímpico foi o alemão Henri Junghänel, que superou Kim Jong-hyun (Coreia do Sul). Kirill Grigoryan, da Rússia, foi bronze.
| Ouro   | GER Henri Junghänel  |
| Prata  | KOR Kim Jong-hyun    |
| Bronze | RUS Kirill Grigoryan |

## Recordes
Antes do evento, estes eram os recordes olímpicos e mundiais:
| Qualificação     | Qualificação                                   | Qualificação                                   | Qualificação                                   | Qualificação                                   | Qualificação |
| Tipo             | Atirador                                       | Pontos                                         | Local                                          | Data                                           |              |
| ---------------- | ---------------------------------------------- | ---------------------------------------------- | ---------------------------------------------- | ---------------------------------------------- | ------------ |
| Recorde mundial  | Sergey Kamenskiy                               | 633                                            | Maribor                                        | 21 de julho de 2015                            |              |
| Recorde olímpico | As regras mudaram desde as últimas Olimpíadas. | As regras mudaram desde as últimas Olimpíadas. | As regras mudaram desde as últimas Olimpíadas. | As regras mudaram desde as últimas Olimpíadas. |              |

| Final            | Final                                          | Final                                          | Final                                          | Final                                          | Final |
| Tipo             | Atirador                                       | Pontos                                         | Local                                          | Data                                           |       |
| ---------------- | ---------------------------------------------- | ---------------------------------------------- | ---------------------------------------------- | ---------------------------------------------- | ----- |
| Recorde mundial  | Henri Junghänel                                | 211.2                                          | Munique                                        | 11 de novembro de 2013                         |       |
| Recorde olímpico | As regras mudaram desde as últimas Olimpíadas. | As regras mudaram desde as últimas Olimpíadas. | As regras mudaram desde as últimas Olimpíadas. | As regras mudaram desde as últimas Olimpíadas. |       |

Os seguintes recordes foram estabelecidos durante a competição:
| Data         | Fase         | Atirador         | País     | Pontos | Tipo             |
| ------------ | ------------ | ---------------- | -------- | ------ | ---------------- |
| 12 de agosto | Qualificação | Sergey Kamenskiy | Rússia   | 629    | Recorde olímpico |
| 12 de agosto | Final        | Henri Junghänel  | Alemanha | 209.5  | Recorde olímpico |

## Resultados

### Qualificação
Estes foram os resultados da ronda de qualificação:
| Pos. | Atirador             | País                | 1     | 2     | 3     | 4     | 5     | 6     | Total | Inner 10s | Notas |
| ---- | -------------------- | ------------------- | ----- | ----- | ----- | ----- | ----- | ----- | ----- | --------- | ----- |
| 1    | Sergey Kamenskiy     | RUS Rússia          | 103.9 | 105.1 | 106.0 | 104.7 | 105.2 | 104.1 | 629.0 |           | Q,    |
| 2    | Kirill Grigoryan     | RUS Rússia          | 105.2 | 104.8 | 105.2 | 104.1 | 104.9 | 104.7 | 628.9 |           | Q     |
| 3    | Kim Jong-hyun        | KOR Coreia do Sul   | 103.1 | 105.6 | 103.9 | 104.9 | 105.2 | 105.4 | 628.1 |           | Q     |
| 4    | Vitali Bubnovich     | BLR Bielorrússia    | 103.5 | 104.6 | 103.5 | 105.9 | 104.7 | 104.0 | 626.2 |           | Q     |
| 5    | Marco De Nicolo      | ITA Itália          | 104.2 | 102.6 | 104.1 | 104.8 | 105.1 | 105.2 | 626.0 |           | Q     |
| 6    | Niccolò Campriani    | ITA Itália          | 103.7 | 103.8 | 104.3 | 103.9 | 104.2 | 105.4 | 625.3 |           | Q     |
| 7    | Attapon Uea-aree     | THA Tailândia       | 104.5 | 103.9 | 104.2 | 104.8 | 105.6 | 102.3 | 625.3 |           | Q     |
| 8    | Henri Junghänel      | GER Alemanha        | 104.1 | 105.1 | 103.6 | 105.2 | 103.8 | 103.0 | 624.8 |           | Q     |
| 9    | Cyril Graff          | FRA França          | 105.3 | 103.3 | 102.8 | 103.7 | 104.3 | 104.9 | 624.3 |           |       |
| 10   | Péter Sidi           | HUN Hungria         | 102.8 | 104.7 | 103.0 | 103.8 | 104.1 | 104.9 | 623.3 |           |       |
| 11   | Kwon Jun-cheol       | KOR Coreia do Sul   | 103.0 | 103.8 | 103.6 | 104.0 | 104.3 | 104.5 | 623.2 |           |       |
| 12   | Oleh Tsarkov         | UKR Ucrânia         | 103.3 | 105.0 | 103.7 | 104.4 | 103.5 | 103.2 | 623.1 |           |       |
| 13   | Gagan Narang         | IND Índia           | 104.7 | 104.4 | 104.6 | 103.0 | 104.0 | 102.4 | 623.1 |           |       |
| 14   | Jan Lochbichler      | SUI Suíça           | 104.3 | 103.0 | 105.5 | 104.0 | 102.8 | 103.4 | 623.0 |           |       |
| 15   | Sergey Richter       | ISR Israel          | 102.0 | 102.1 | 105.6 | 104.2 | 105.1 | 103.6 | 622.6 |           |       |
| 16   | Ryan Taylor          | NZL Nova Zelândia   | 102.6 | 102.7 | 103.5 | 103.2 | 104.8 | 105.6 | 622.4 |           |       |
| 17   | Thomas Mathis        | AUT Áustria         | 103.3 | 102.9 | 104.5 | 103.2 | 104.2 | 104.3 | 622.4 |           |       |
| 18   | Yury Shcherbatsevich | BLR Bielorrússia    | 103.9 | 102.8 | 105.1 | 103.6 | 103.3 | 103.4 | 622.1 |           |       |
| 19   | Michael McPhail      | USA Estados Unidos  | 103.9 | 103.4 | 104.8 | 103.7 | 103.5 | 102.7 | 622.0 |           |       |
| 20   | Petar Gorša          | CRO Croácia         | 103.5 | 103.9 | 100.9 | 104.7 | 104.6 | 104.3 | 621.9 |           |       |
| 21   | Stevan Pletikosić    | SRB Sérvia          | 101.5 | 102.5 | 103.8 | 104.2 | 105.9 | 103.7 | 621.6 |           |       |
| 22   | Julio Iemma          | VEN Venezuela       | 103.7 | 103.7 | 102.0 | 104.1 | 104.6 | 103.4 | 621.5 |           |       |
| 23   | Torben Grimmel       | DEN Dinamarca       | 103.7 | 104.6 | 102.8 | 103.0 | 103.9 | 103.7 | 621.4 |           |       |
| 24   | Alexander Schmirl    | AUT Áustria         | 103.1 | 103.5 | 104.5 | 106.0 | 101.3 | 103.0 | 621.4 |           |       |
| 25   | Yuriy Yurkov         | KAZ Cazaquistão     | 104.6 | 104.7 | 102.7 | 102.8 | 104.4 | 104.2 | 621.4 |           |       |
| 26   | Cassio Rippel        | BRA Brasil          | 105.3 | 104.2 | 103.2 | 103.5 | 102.4 | 102.7 | 621.3 |           |       |
| 27   | Anton Rizov          | BUL Bulgária        | 104.6 | 104.2 | 103.2 | 102.5 | 102.2 | 104.5 | 621.2 |           |       |
| 28   | Odd Arne Brekne      | NOR Noruega         | 103.3 | 103.5 | 101.4 | 103.8 | 103.4 | 105.5 | 620.9 |           |       |
| 29   | Napis Tortungpanich  | THA Tailândia       | 103.3 | 104.3 | 104.2 | 101.6 | 102.9 | 104.6 | 620.9 |           |       |
| 30   | Cao Yifei            | CHN China           | 102.6 | 104.6 | 103.6 | 104.5 | 103.5 | 102.0 | 620.8 |           |       |
| 31   | Dane Sampson         | AUS Austrália       | 103.3 | 102.3 | 103.3 | 103.9 | 104.0 | 103.8 | 620.6 |           |       |
| 32   | Serhiy Kulish        | UKR Ucrânia         | 104.9 | 101.6 | 104.3 | 102.0 | 103.5 | 104.2 | 620.5 |           |       |
| 33   | Filip Nepejchal      | CZE República Checa | 102.9 | 103.0 | 104.3 | 102.5 | 104.5 | 103.3 | 620.5 |           |       |
| 34   | Milenko Sebić        | CZE República Checa | 104.7 | 102.2 | 104.3 | 103.3 | 103.3 | 102.6 | 620.4 |           |       |
| 35   | Warren Potent        | AUS Austrália       | 104.5 | 103.4 | 104.2 | 104.1 | 104.1 | 99.7  | 620.0 |           |       |
| 36   | Chain Singh          | IND Índia           | 104.1 | 101.0 | 104.4 | 102.4 | 103.9 | 103.8 | 619.6 |           |       |
| 37   | Daniel Brodmeier     | GER Alemanha        | 103.2 | 102.3 | 104.0 | 103.4 | 104.0 | 102.3 | 619.2 |           |       |
| 38   | Zhao Shengbo         | CHN China           | 101.9 | 100.6 | 105.3 | 105.6 | 103.3 | 102.0 | 618.7 |           |       |
| 39   | Jérémy Monnier       | FRA França          | 103.1 | 102.2 | 103.9 | 102.0 | 103.1 | 104.3 | 618.6 |           |       |
| 40   | David Higgins        | USA Estados Unidos  | 102.0 | 103.3 | 104.4 | 101.7 | 103.8 | 102.5 | 617.7 |           |       |
| 41   | Toshikazu Yamashita  | JPN Japão           | 102.6 | 102.5 | 102.8 | 103.1 | 103.7 | 102.7 | 617.4 |           |       |
| 42   | Norbert Szabián      | HUN Hungria         | 103.5 | 103.9 | 102.7 | 101.7 | 103.5 | 102.0 | 617.3 |           |       |
| 43   | Ole Kristian Bryhn   | NOR Noruega         | 102.6 | 101.9 | 101.7 | 104.5 | 104.4 | 101.6 | 616.7 |           |       |
| 44   | Ahmed Darwish        | EGY Egito           | 101.7 | 102.5 | 103.9 | 102.4 | 101.9 | 102.6 | 615.0 |           |       |
| 45   | Reinier Estpinan     | CUB Cuba            | 100.7 | 103.0 | 102.4 | 103.3 | 102.4 | 101.8 | 613.6 |           |       |
| 46   | Mahmood Haji         | CUB Cuba            | 101.5 | 102.4 | 101.0 | 102.9 | 100.9 | 103.9 | 612.6 |           |       |
| 47   | Mangala Samarakoon   | SRI Sri Lanka       | 98.9  | 100.1 | 100.4 | 100.0 | 101.9 | 100.5 | 601.8 |           |       |

### Final
Estes foram os resultados da fase final:
| Pos.              | Atirador              | 1    | 2    | 3    | 4    | 5    | 6    | 7    | 8    | 9    | Final | Notas            |
| ----------------- | --------------------- | ---- | ---- | ---- | ---- | ---- | ---- | ---- | ---- | ---- | ----- | ---------------- |
| Medalha de ouro   | GER Henri Junghänel   | 31.4 | 32.0 | 21.5 | 20.7 | 21.3 | 19.9 | 21.2 | 20.4 | 21.1 | 209.5 | Recorde olímpico |
| Medalha de prata  | KOR Kim Jong-hyun     | 31.8 | 31.1 | 21.1 | 20.3 | 20.4 | 20.8 | 21.1 | 20.7 | 20.9 | 208.2 |                  |
| Medalha de bronze | RUS Kirill Grigoryan  | 31.6 | 31.4 | 21.0 | 20.6 | 21.1 | 21.2 | 20.6 | 19.8 |      | 187.3 |                  |
| 4                 | RUS Sergey Kamenskiy  | 30.2 | 30.8 | 21.0 | 21.3 | 20.9 | 20.7 | 20.9 |      |      | 165.8 |                  |
| 5                 | BLR Vitali Bubnovich  | 30.9 | 30.3 | 21.2 | 20.8 | 20.7 | 20.3 |      |      |      | 144.2 |                  |
| 6                 | ITA Marco De Nicolo   | 31.1 | 31.0 | 20.4 | 20.6 | 20.5 |      |      |      |      | 123.6 |                  |
| 7                 | ITA Niccolò Campriani | 30.3 | 30.2 | 21.0 | 21.3 |      |      |      |      |      | 102.8 |                  |
| 8                 | THA Attapon Uea-aree  | 30.9 | 29.1 | 20.8 |      |      |      |      |      |      | 80.8  |                  |

Legenda
| Recorde mundial      | Recorde mundial (World record)               |                       | Recorde africano                      | Recorde africano (African) |                                           | Q | Classificado por posição (Qualified) |
| Recorde olímpico     | Recorde olímpico (Olympic record)            | Recorde da América    | Recorde da América (Americas)         | q                          | Classificado por melhor tempo (Qualified) |   |                                      |
| Melhor marca do ano  | Melhor marca do ano (World leading)          | Recorde asiático      | Recorde asiático (Asian)              | DNS                        | Não largou (Did not start)                |   |                                      |
| Recorde nacional     | Recorde nacional (National record)           | Recorde europeu       | Recorde europeu (European)            | DNF                        | Não terminou (Did not finish)             |   |                                      |
| Recorde pessoal      | Recorde pessoal do atleta (Personal best)    | Recorde da Oceania    | Recorde da Oceania (Oceania)          | DSQ / DQ                   | Desclassificado (Disqualified)            |   |                                      |
| Recorde da temporada | Recorde da temporada do atleta (Season best) | Recorde sul-americano | Recorde sul-americano (South America) | NM                         | Sem marca (No mark)                       |   |                                      |